# 2008年夏季奥林匹克运动会志愿者
2008年夏季奥林匹克运动会的志願者（又稱義工），除了會在當屆奧運提供服務外，部份還會參與2008年夏季残奥会的服務工作。

## 簡介

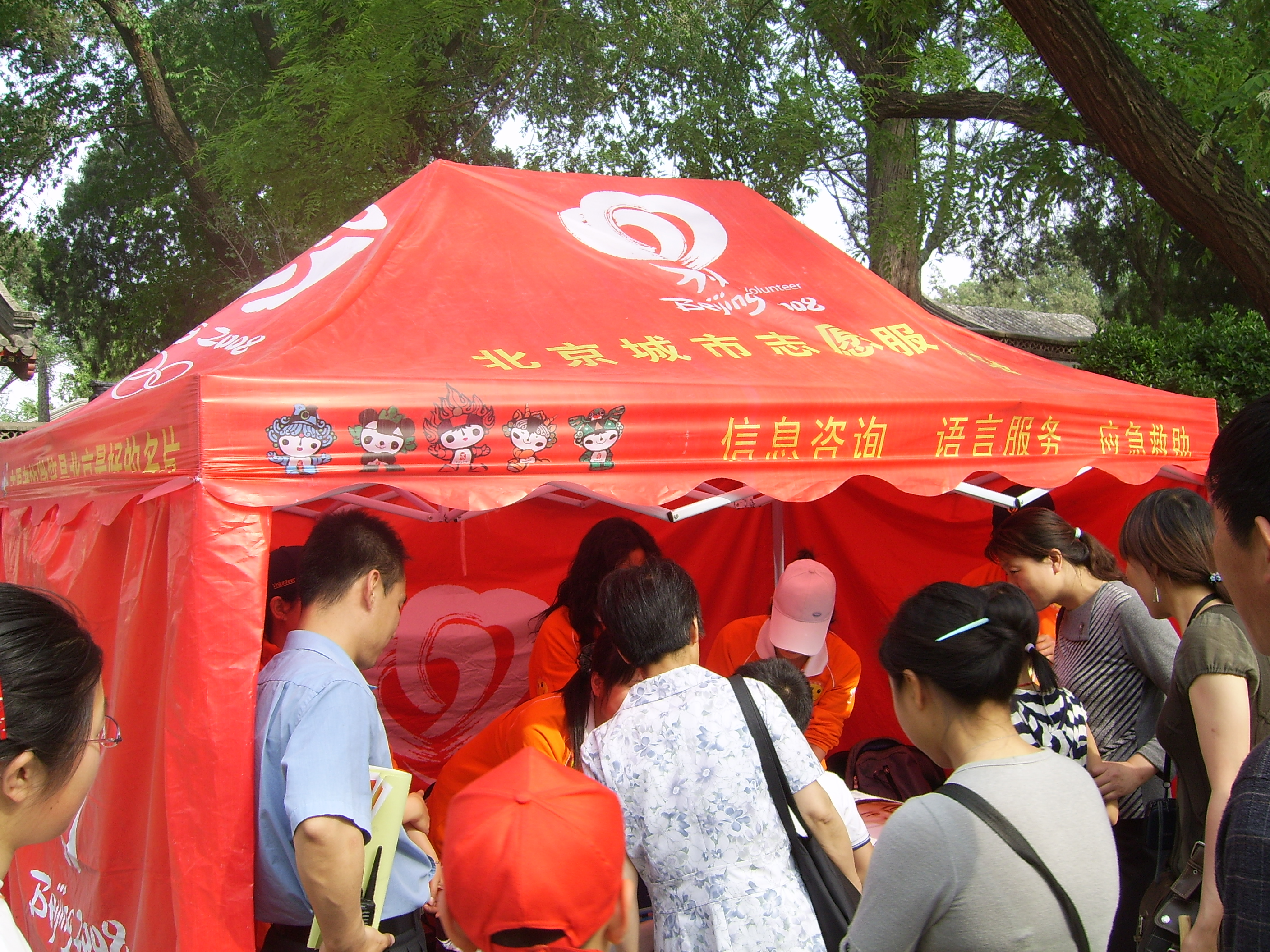
2007年的志愿者招慕活动

志願者招募活動於2006年8月正式開始，所有的志願者必須要於1990年6月30日或之前出生，即在北京奧運和殘奧會舉行年滿18歲或以上，國籍不限。另外，參與者需要至少能在當時提供至少1星期的服務。除此之外，他們更要有以下條例方可有資格成為奧運時期的志願者：
- 遵守中國法律；
- 能夠參加賽前的培訓及相關活動；
- 能夠在北京奧運會、殘奧會期間連續服務7天以上；
- 母語爲漢語的申請人應具備基本的外語交流能力，母語不是漢語的申請人應具備基本的漢語交流能力；
- 具備志願服務崗位必需的專業知識和技能。

當中，如要成為「奧運駕駛員」必須要「駕駛技術要求精、交通路線要求熟、準確、及時地接送服務對象」，同時又要有「良好的精神面貌、外語技能」等。

## 報名

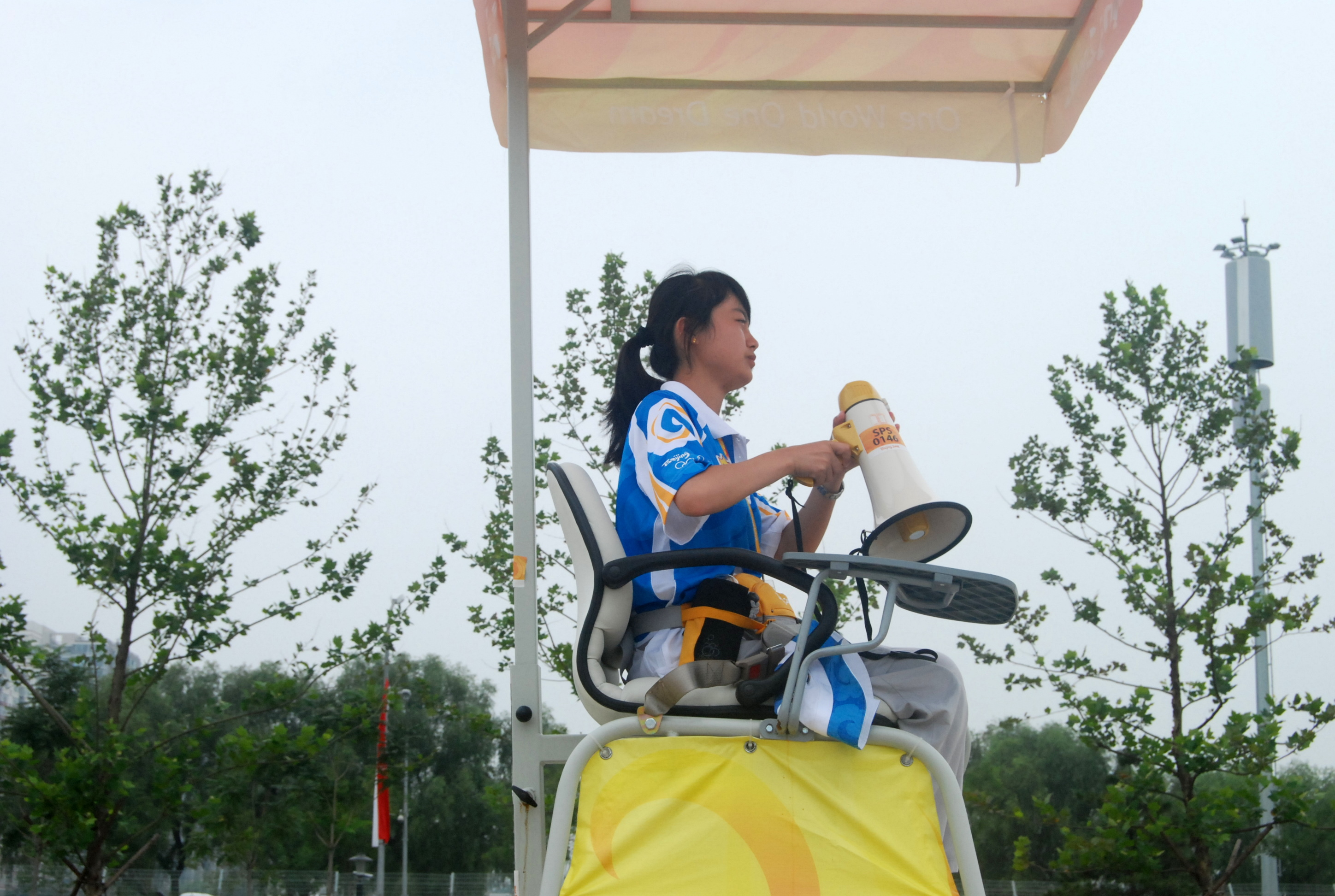
在北京奥林匹克公园射箭场的志愿者

本屆奧運的志願者招募活動是在06年的8月26日在北京舉行，第一派所招攬的志願者僅限於北京內的市民可以在東城區、西城区、崇文区和丰台区的網頁中申請，又可以到居住的街道、鄉鎮的團委填報名表。
而在北京以外的中國大陸市民會在4個月後，即翌年的1月開始接受報名，申請人要透過省、自治区、直辖市團委所指定的報名方式報名。最後在3月時，中國大陸以外居民（含香港、澳門、台灣與其他國家）等會得到報名資格。同時，有意在香港、上海、秦皇島、青島、天津以及瀋陽的比賽場館工作的志願者會由京外賽區賽事組織機構按照北京奧組委制定的統一政策招募。
由香港協辦的馬術項目的志願者招募是由香港奧運馬術公司負責，並於2006年11月23日開始公開招募人手，人數爲1800名左右，成為志願者的條件也和北京的相似。

## 名額
根據北京奧委會，北京奧運時，約需要10萬人，到了殘奧會時所需的志願者為3萬左右。當中如比賽場館赛会志願者、「奧運駕駛員」、翻譯員、醫療人員、聯絡人員等。申請者需要經過培訓，方可成為正式的志願者，於奧運或是殘奧會時提供服務。
在培訓上，申請者要接受遠端培訓、面授及實踐的方式學習奧林匹克基本知識、北京奧運會和殘奧會概況、中国历史、北京歷史、殘疾人服務知識和技能、禮儀規範、醫學常識、急救技能、掌握的相關崗位的專業知識和技能、比賽場館功能、內部設施等等。
培訓在2008年5月完成，申請者在兩個月收到「錄用通知」，成為正式的志願者。